# Melounka
Melounka – potok w Czechach o długości 6,4 km i powierzchni dorzecza 1.075 km².
Ma źródła w Rozběřicach (powiat Hradec Králové) i stąd płynie przez Všestary oraz Světí do hradeckiej dzielnicy Plotiště nad Labem, gdzie wpada do Kanału Łabskiego.
Wcześniej na potoku był młyn Kydlinov, który przeniósł się po 1533 r. do swojej obecnej lokalizacji. Od tego pochodzi jego nazwa - Melounka (do przełomu XIX i XX wieku Melonka, od czeskiego słowa mlet - szlifować).

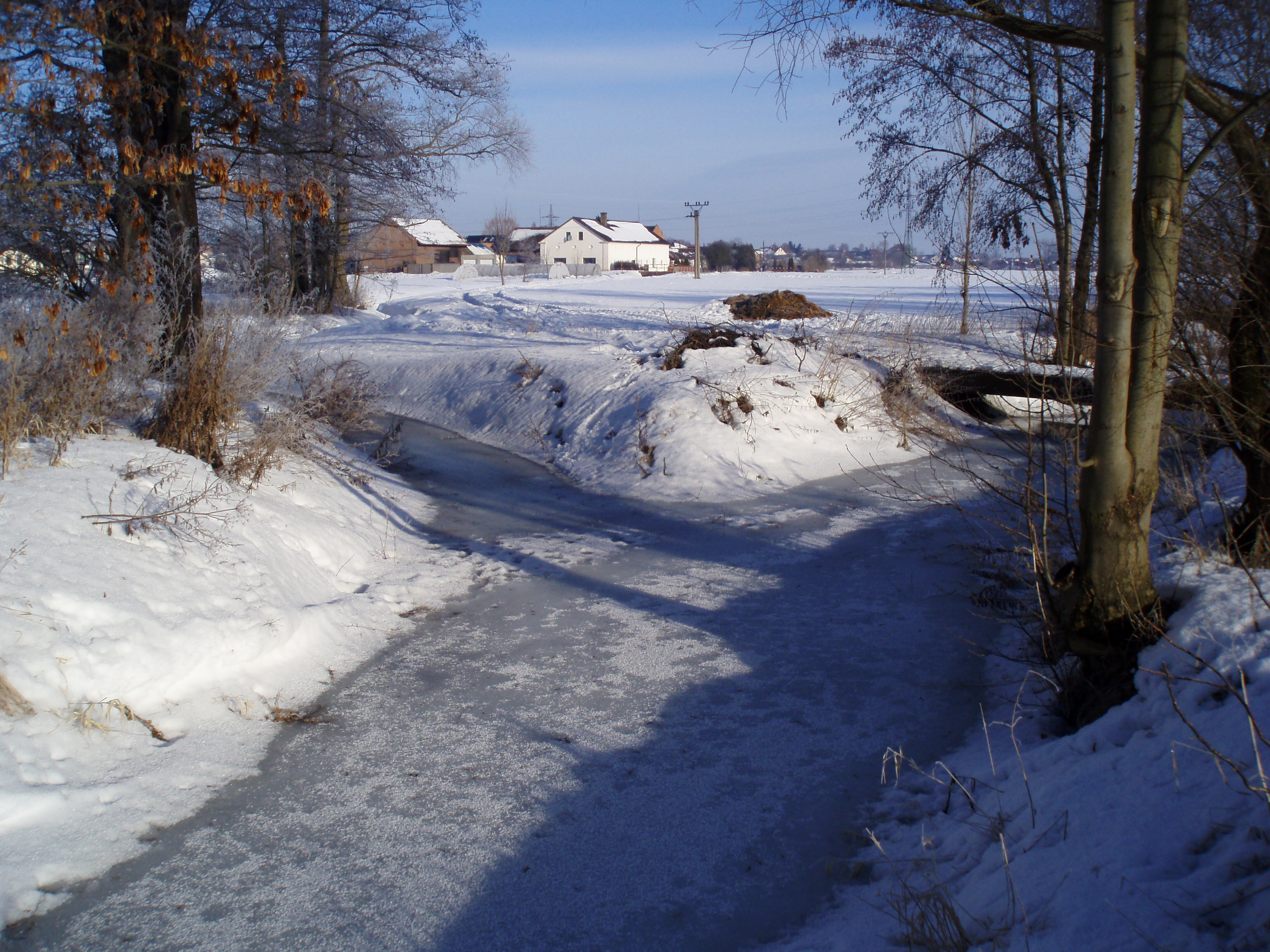
Zbieg potoku Melounka oraz Kanału Łabskiego

Jej bieg jest w normalnych warunkach spokojny, zbyt często bez wody, zwłaszcza w miesiącach letnich. Ale w historii jest odpowiedzialna za wiele powodzi, np. w 1880 r., w 1905 r., w 1937 r., w 1940 r., w 1977 r. oraz w 2006 r.Dlatego w 2007 r. doszło do remontu jej koryta. Generalnie widać również, że czystość jej wody się znacznie poprawia. Jest to spowodowane tym, że największy zakład przemysłowy - ČKD, zanieczyszczający miejscowe środowisko naturalne, ogłosił upadłość.